# Dam Sharks
Pour plus de détails, voir Fiche technique et Distribution.
Dam Sharks est un film d'horreur américain écrit et réalisé par James Kondelik et Jon Kondelik, sorti en 2016. Il a été produit par Anthony Fankhauser.

## Synopsis
Un groupe d’hommes d’affaires effectuent un séminaire de cohésion le temps d'un week-end dans les bois, mais ils découvrent que la rivière locale est infestée d’un essaim de requins-taureaux qui tentent de construire un barrage avec des morceaux de corps humains.

## Distribution
- Paige Lauren Billiot : Skyler[2]
- Ashton Bingham : Nate[3]
- Jessica Blackmore : Kate[2]
- Kabby Borders : Joline[2]
- Corey Martin Craig : Blake[2]
- Robert Craighead : Carl[2]
- Michelle DeMond : Gwen[2]
- Andy Earle : Mark[2]
- Eric Paul Erickson : Kenny[2]
- Francis Gonzalez : Jorge[2]
- Saxon Jones : Ted[2]
- Will Leon : Burt[2]
- Jason London : Tanner Brooks[2]
- Matt Mercer : Pullman[2]
- Nicole Reddinger : Donna[2]
- Neka Zang : Stella[3]
- Colby Hanik : homme chauve[3]
- Janelle Beaudry : Mary[3]
- Chelsie Coulombe : Christie[3]
- Stan Elton : Matthew[3]
- Jerry Hunter : Ranger Rick[3]
- Alex Mccaaslin[3]
- Jason Brillantes : Employé[3]
- Steve Olson : Dan[3]

## Sortie
Le film a été diffusé pour la première fois sur la chaîne Syfy le 25 juillet 2016 dans le cadre de leur semaine Sharknado.

## Réception critique
Le film réalise un très mauvais score (10%) sur le site agrégateur de critiques Rotten Tomatoes.